# Oreobolus kuekenthalii
Oreobolus kuekenthalii är en halvgräsart som beskrevs av Cornelis Gijsbert Gerrit Jan van Steenis och Georg Kükenthal. Oreobolus kuekenthalii ingår i släktet Oreobolus och familjen halvgräs. Inga underarter finns listade i Catalogue of Life.